# 富士見町立本郷小学校
富士見町立本郷小学校（ふじみちょうりつ ほんごうしょうがっこう）は、長野県富士見町立沢にある町立小学校。

## 地理
- JR信濃境駅から、八ヶ岳方向へ向かう途中、標高1080mに位置し、雄大な自然と美しい景観に恵まれている。

## 児童数
- 184人(令和3年度現在・町調べ）

## 学区
立沢区、乙事区、桜ヶ丘区、瀬沢新田区、広原区（切掛沢より西地区）

## 教育目標
「よく学び　よく遊ぶ　強い子」
- 自分（自分たち）の頭と足で歩む子